# Ephraim (Wisconsin)
Ephraim é uma vila localizada no estado norte-americano de Wisconsin, no Condado de Door.

## Demografia
Segundo o censo norte-americano de 2000, a sua população era de 353 habitantes.
Em 2006, foi estimada uma população de 325, um decréscimo de 28 (-7.9%).

## Geografia
De acordo com o United States Census Bureau tem uma área de
10,1 km², dos quais 10,1 km² cobertos por terra e 0,0 km² cobertos por água. Ephraim localiza-se a aproximadamente 184 m acima do nível do mar.

## Localidades na vizinhança
O diagrama seguinte representa as localidades num raio de 40 km ao redor de Ephraim.